# Dacnusa ergeteles
Dacnusa ergeteles är en stekelart som först beskrevs av Nixon 1954.  Dacnusa ergeteles ingår i släktet Dacnusa och familjen bracksteklar. Inga underarter finns listade i Catalogue of Life.